# Grundschule Naundorf
Die Grundschule Naundorf, auch Naundorfer Schule, steht im Stadtteil Naundorf der sächsischen Stadt Radebeul, an der Bertheltstraße 10. Das Schulgebäude wurde als drittes Naundorfer Schulgebäude im Juli 1905 eingeweiht; die Turnhalle ist von 1914/1915. Beide Gebäude stammen von den Baumeistern Gebrüder Kießling. Sie stehen heute unter Denkmalschutz.
Auf dem Schulgelände befindet sich ein Verkehrsgarten, auf dem jährlich die Fahrrad-Verkehrsschulung der 4. Klassen aller Radebeuler und einiger Coswiger Schulen stattfindet.

## Beschreibung

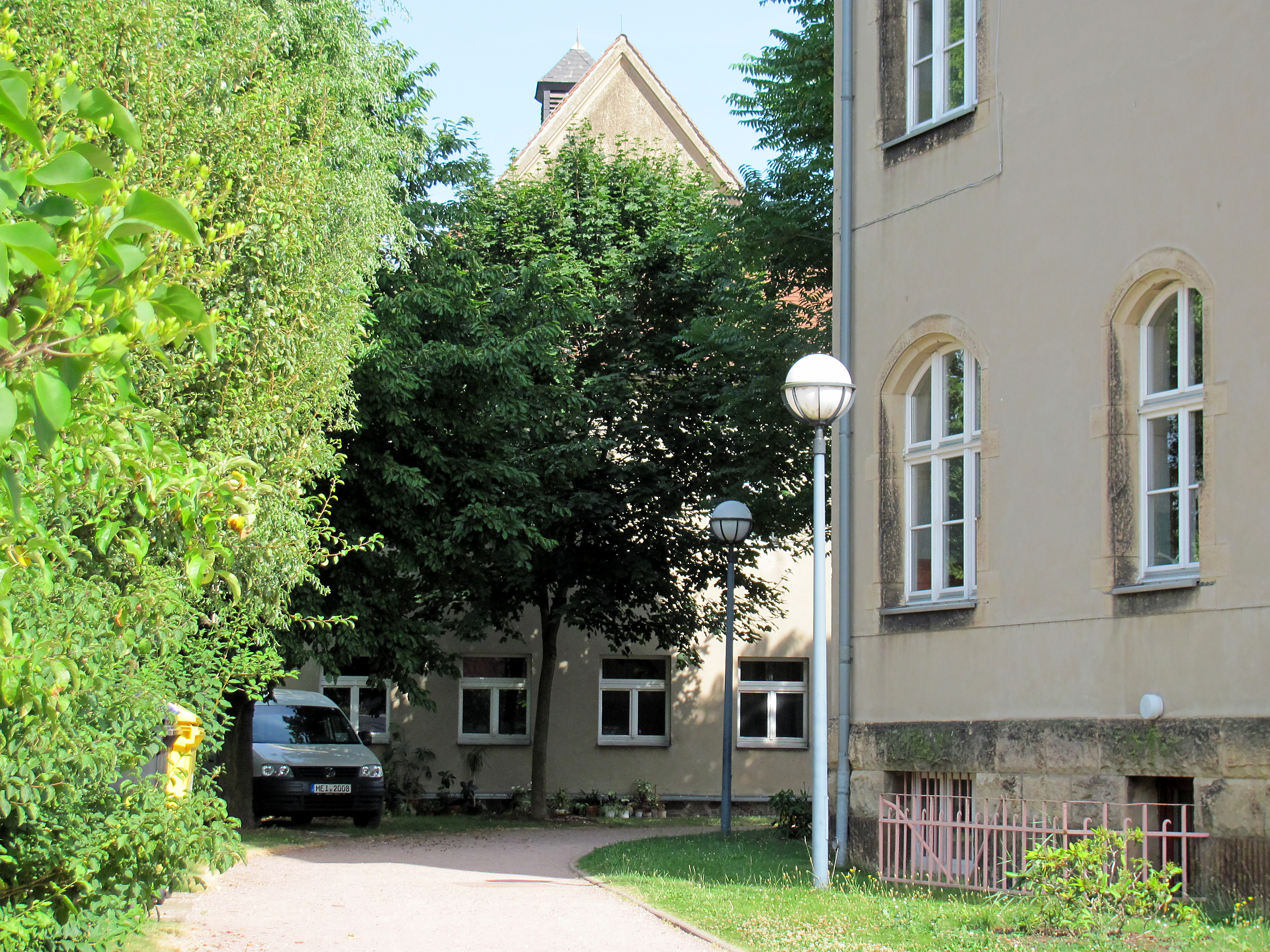
Giebelständige Turnhalle links hinter dem Schulgebäude

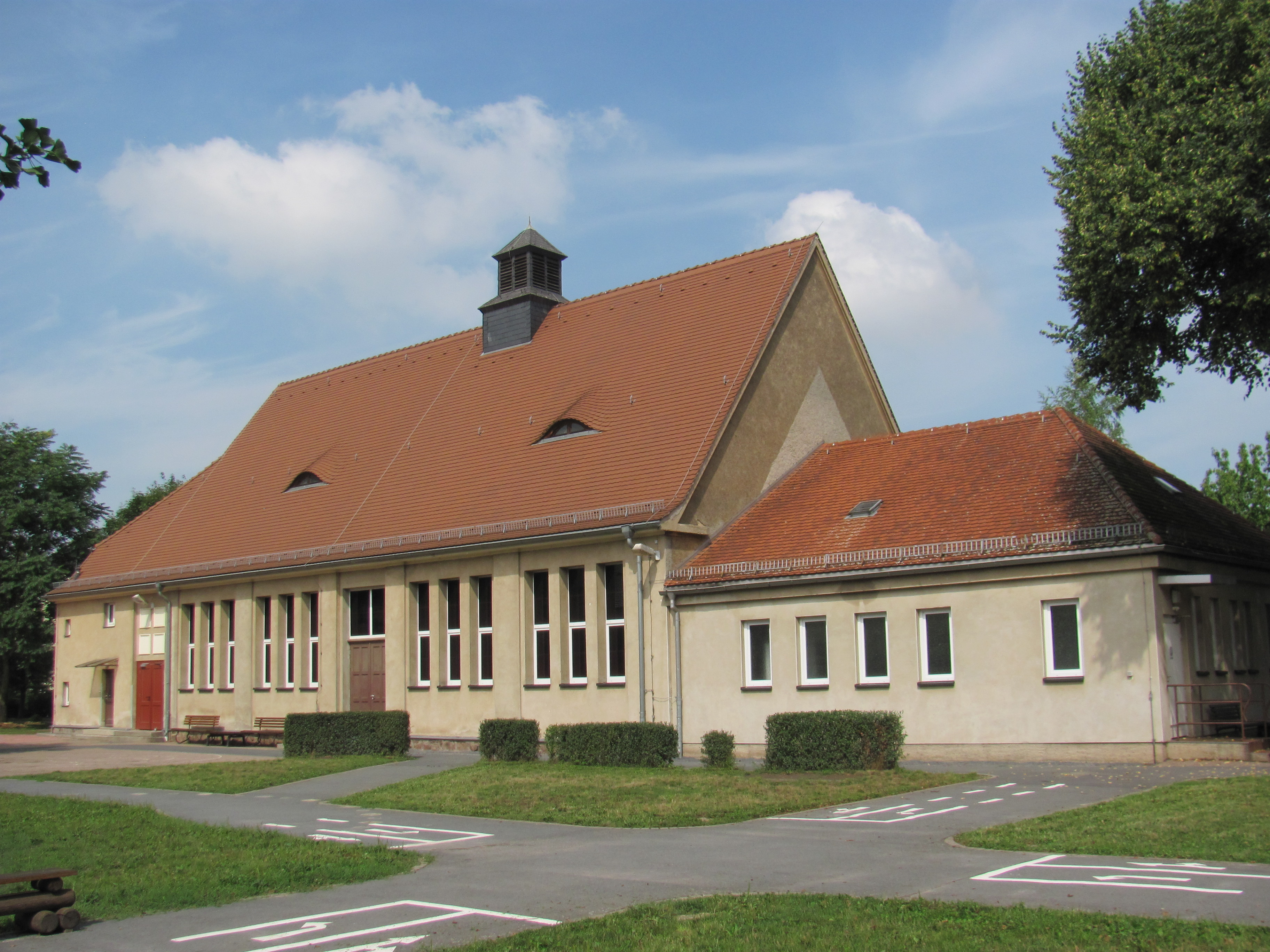
Turnhalle, vom Schulhof aus

Das dreigeschossige Schulgebäude steht längs zur Bertheltstraße. Die Straßenansicht ist asymmetrisch: Auf der linken Seite steht ein Seitenrisalit, der auf der linken Seite durch einen volutenverzierten Staffelgiebel betont wird. Dahinter befindet sich ein Zeltdach. Auf der rechten Seite des Risalits befindet sich das Eingangsportal, das durch die Inschrift Unseren Kindern/1905 markiert ist. Der rechte Teil des Gebäudes wird durch ein ebenfalls ziegelgedecktes Satteldach mit Schleppgauben bedeckt. Auf diesem steht ein verschieferter Dachreiter mit einer Uhr und einer doppeltgeschweiften Haube („Uhrentürmchen“). In der rechten Seitenansicht wird das Satteldach durch einen „angedeuteten Volutengiebel“ abgeschlossen.
Der Putzbau mit Stilelementen der Neorenaissance steht auf einem bossierten Sandsteinsockel. Die Fenster werden durch Sandsteingewände eingefasst.
Im Inneren findet sich eine offene zweiläufige Treppe mit Granitstufen, dazu Gitter im Jugendstil. Hinzu kommen Terrazzoböden. Auf der Hofseite wurden zwischen 1918 und 1938 etappenweise gestiftete Farbglasfenster mit Motiven nach Grimms Märchen eingesetzt.
Hinter dem Schulhaus steht auf der linken Seite, um 90 Grad gedreht, die Schulturnhalle (51° 6′ 42,1″ N, 13° 36′ 32,5″ O). Diese hat ein Walmdach mit einem kleinen Dachreiter.
Das hinter dem Schulhaus stehende Hintergebäude ist das (ebenfalls denkmalgeschützte) ehemalige Toilettenhäuschen.

## Geschichte

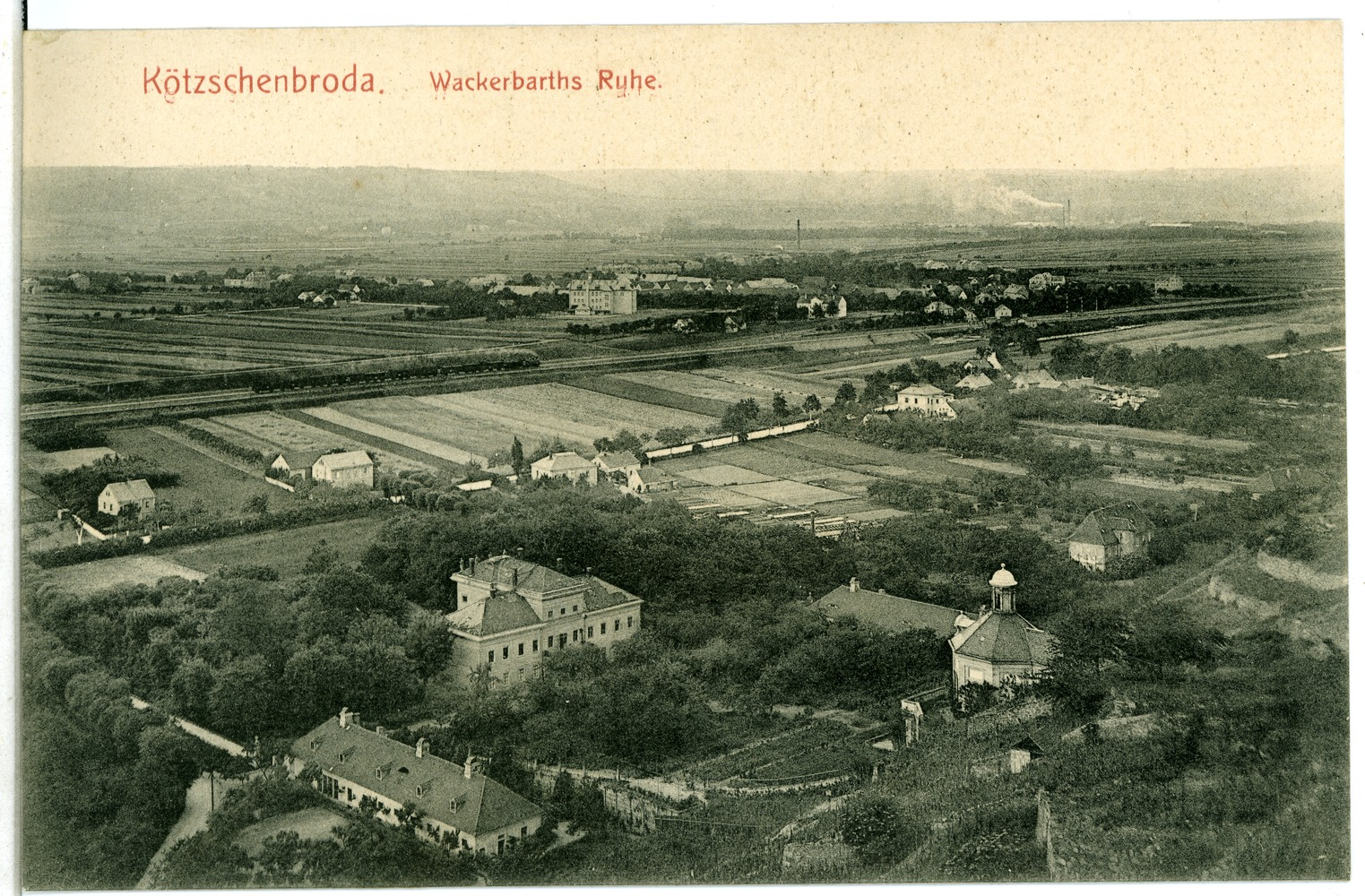
Blick vom Jacobstein, 1906: Schloss Wackerbarth mit Belvedere (rechts Mitte), oben in der Bildmitte die Naundorfer Schule noch ohne Turnhalle

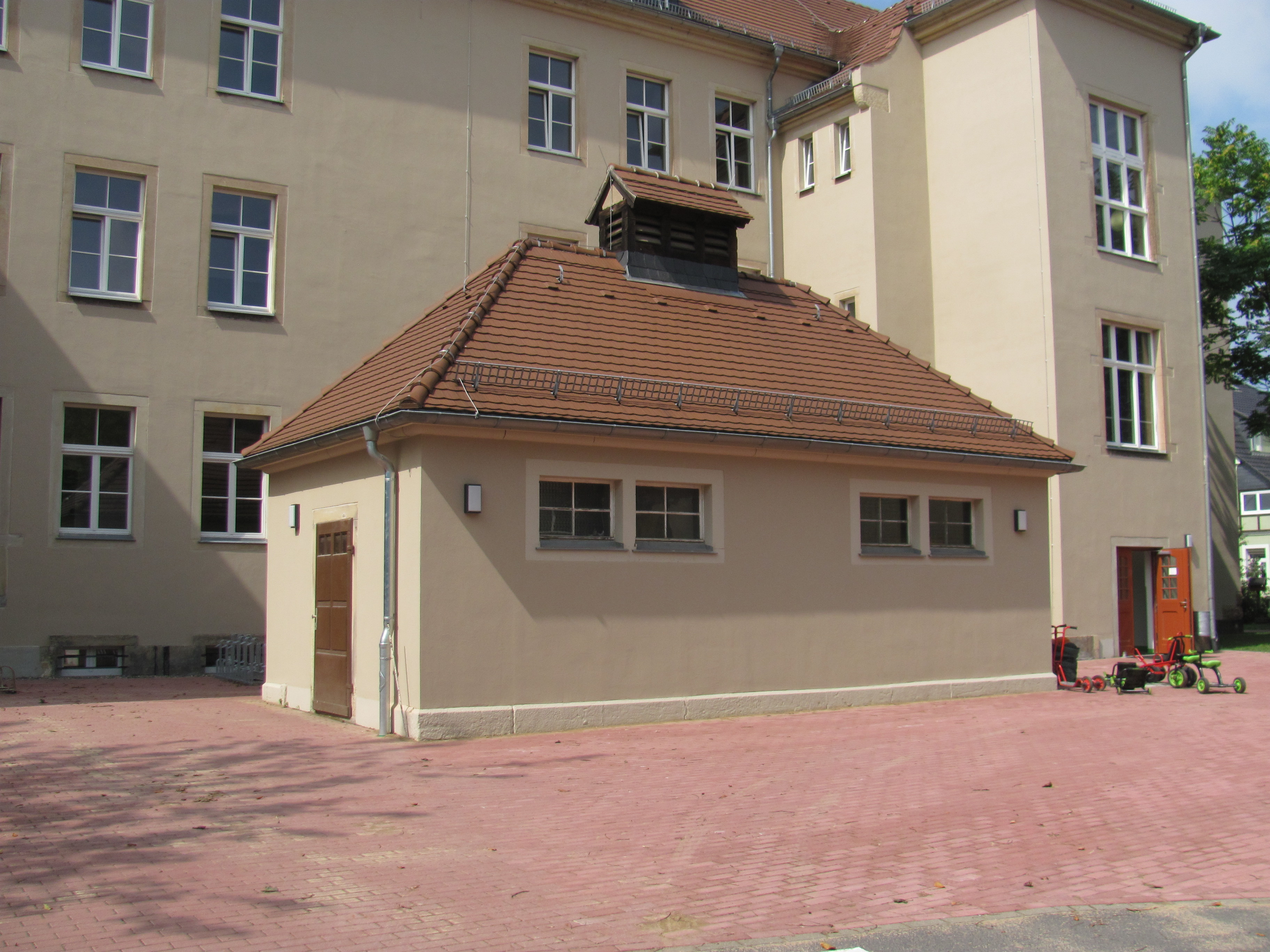
Ehemaliges Toilettenhäuschen, vom Schulhof aus. Rechts dahinter der Treppenvorbau mit Kunstglas-Fenstern

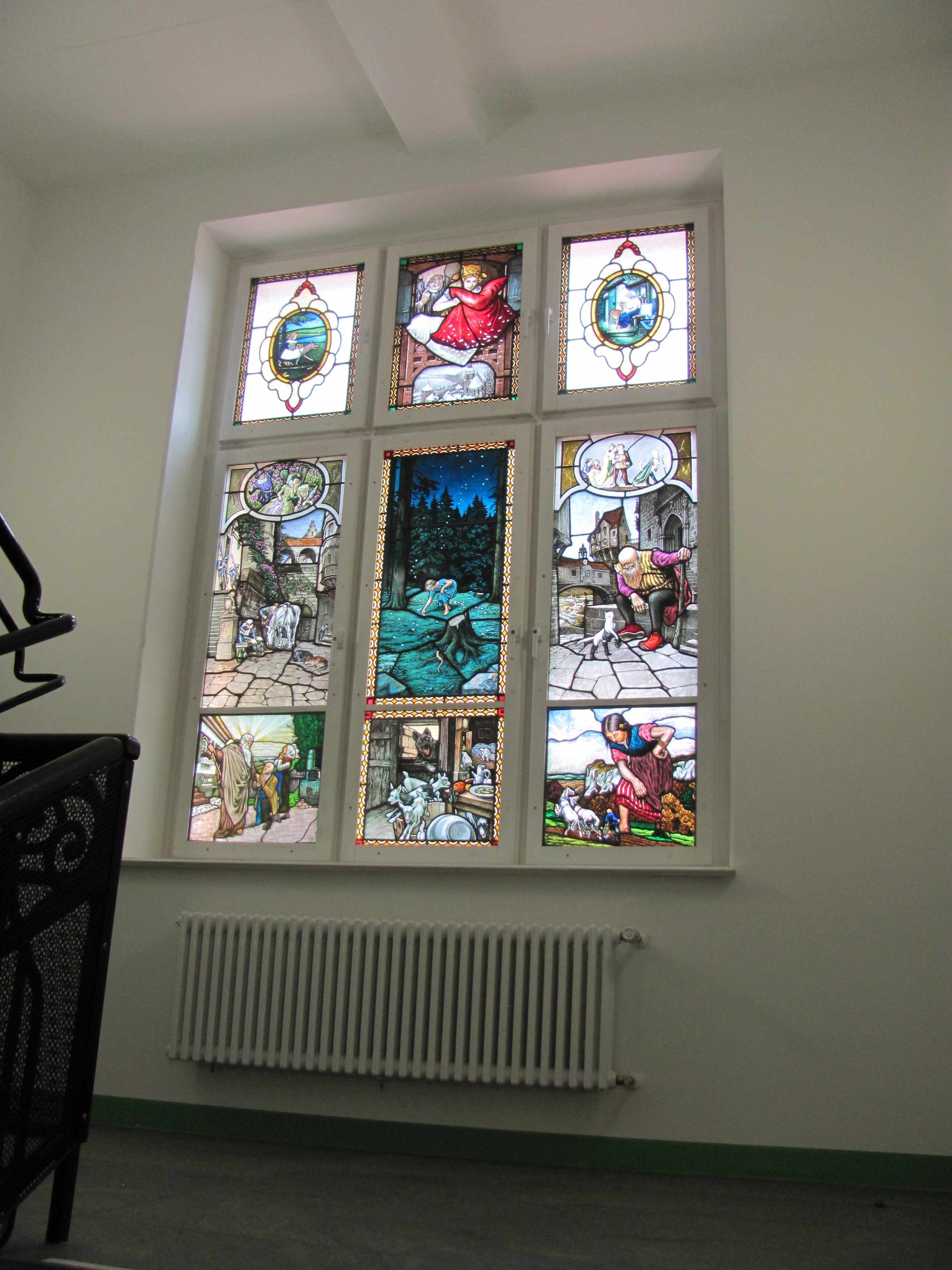
Unteres Motivfenster

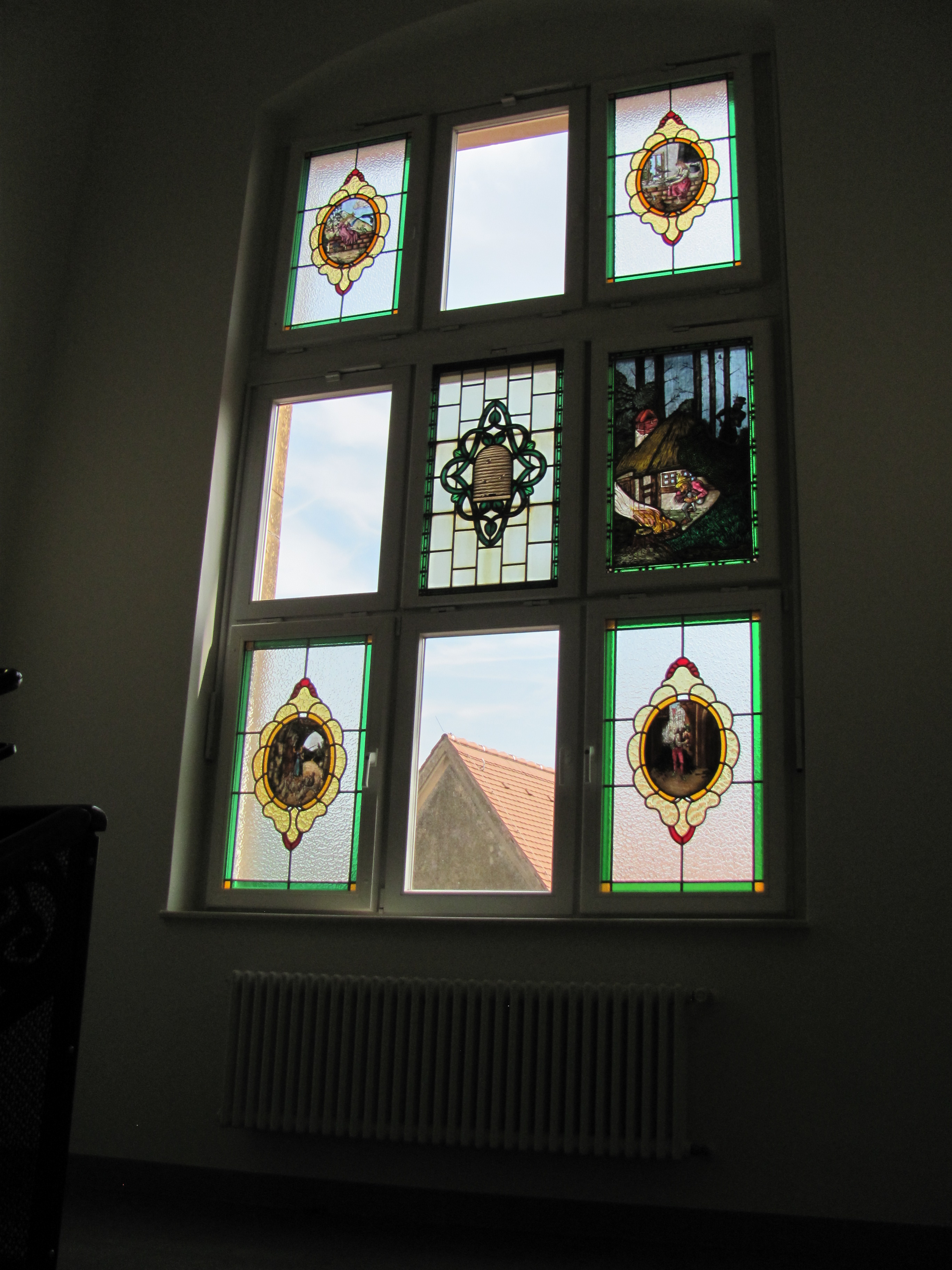
Oberes Motivfenster

Da Naundorf ebenso wie Zitzschewig zur Parochie der Kirche zu Kötzschenbroda gehörte, gingen die Schulkinder der beiden Dörfer auf die Kirchschule im nahegelegenen Kötzschenbroda. In Naundorf versuchte man sich recht früh, in Schulangelegenheiten von der Kirche zu lösen. Gleich nach dem Dreißigjährigen Krieg unterrichtete der erste namentlich bekannte Lehrer, Martin Kirchbach, von 1649 bis 1657 in Naundorf und Zitzschewig Kinder nach dem System der Reiheschule, das heißt jeden Tag in der Stube eines anderen Bauern, von dem er auch jeweils verköstigt wurde. Auch die fast ununterbrochene, namentlich bekannte Reihe seiner Nachfolger arbeitete für beide Nachbardörfer. Der aus einer weitverzweigten Lehrerfamilie stammende Schulmeister Jakob Grahl unterrichtete zwischen 1661 und 1706. In seinem Haus an der Verbindungsstraße zwischen Zitzschewig und Naundorf (Coswiger Straße 8) fand ab 1668 zeitweilig Unterricht statt.
Im Jahr 1783 errichtete die Gemeinde Naundorf als erste auf dem Gebiet der Lößnitzortschaften ein gemeindeeigenes, jedoch nur über einen Klassenraum verfügendes Schulhaus am Anger (Altnaundorf 40), das auch als kommunales Gemeindehaus genutzt wurde. Der Dorflehrer war zu jener Zeit Johann Gottlieb Kerndt. Zitzschewig dagegen errichtete sich erst 1842 ein eigenes Schulhaus, im Anschluss an die Vorschriften des sächsischen Elementar-Volksschulgesetzes von 1835.
Wegen der stark gestiegenen Schülerzahlen ließ sich Naundorf 1877/78 durch den Baumeister Moritz Große eine neue Volksschule am Schützenweg (heute Bertheltstraße 16) erbauen, die jedoch auch bald zu klein wurde und 1904/05 durch das hier erläuterte, neue Schulgebäude (Bertheltstraße 10) ersetzt wurde. Entwerfende Architekten waren die Gebrüder Kießling, die auch die Bauleitung hatten; ausführendes Unternehmen war die Bauunternehmung der Gebrüder Große. Mit der Einweihung des neuen Schulbaus wurde ein dritter Lehrer in Naundorf angestellt. Der ursprüngliche Plan der Gebrüder Kießling sah vor, dass rechts des langgestreckten Klassentraktbaus ein gespiegelter weiterer Seitenrisalit mit Giebel und Eingang angesetzt werden sollte, sodass der Dachreiter die Mitte des Gebäudes dargestellt hätte. Statt dieses zweiten Risalits wurde jedoch 1914/1915 die damals „modernste Schulturnhalle der Lößnitz [errichtet], die auch für Chorproben und Filmvorführungen genutzt werden konnte.“
Zwischen Dezember 1916 und September 1919 war in der Schule eine Kriegsküche zur Unterstützung bedürftiger Einwohner eingerichtet.
Ab 1919 war die Schule eine Mittlere Volksschule mit acht Lehrern; es gab auch Klassen entsprechend einer Bürgerschule. Zum Zeitpunkt der Eingemeindung nach Kötzschenbroda 1923 hatte Naundorf 14 Lehrer, die mehr als 500 Kinder unterrichteten.
Zur Zeit des Nationalsozialismus trug die Schule den Namen des Publizisten Theodor Fritsch (1852–1933).
Im Jahr 1958 wurde die Naundorfer Schule zur zehnklassigen Polytechnische Oberschule umgewandelt. Mit der Auflösung der Schule in Zitzschewig (Gerhart-Hauptmann-Straße 12) kam deren Einzugsbereich zu Naundorf hinzu. Ab 1985 trug die Schule den Namen des KPD-Politikers Rudolf Renner (1894–1940).
Nach der Wende wurde die Schule 1992 zur Grundschule umgewandelt.